# Zichy Károly (kamarás)
Zicsi és vázsonykői gróf Zichy III. Károly (Pozsony, 1785. október 11. – Cífer, 1876. június 1.) a Zichy grófi család első vonalából származó magyar főnemes.

## Élete
Pozsonyban született Zichy Ferenc gróf, Veszprém vármegye kormányzója és első felesége, Kolovrati Mária Anna grófnő (1753–1805) fiaként, aki a Kolovrati Krakovska grófok cseh családjából származó Leopold Vilém politikus lánya volt.
Később III. Károly Vas vármegye királyi kamarása és adminisztrátora lett. Ferenc József császár 1861. február 14-én Bécsből küldött meghívására felszólalt a pesti ülésen, amelyet abban az évben április 2-án tartottak. Június 19-én az Országgyűlés felsőházának ülésén mondta el rövid, de rendkívül lebilincselő beszédét, amely a magyar alkotmány történetének és jelentőségének rövid összefoglalása volt. Ahogy egy akkori szem- és fültanú írta: „az a régi ellenfél, Zichy Károly gróf szenvedélyesen beszélt, de az idős úr (akkor 76 éves) számára a dologhoz illő módon.”
Az „Idők Tanúja” című magyar iskolai újság 1864-ben beszámolt egy 5000 forintos adományról, amelyet a gróf egy iskolaépület építésére adományozott a felvidéki Divényben, Nógrád vármegyében, és további 1000 forintot egy alapítványnak, amelyet a divényi kisegítő iskola tanára vehetett igénybe azzal a feltétellel, hogy magyar nyelven tanítanak.
1869-ben a besenyőfalvi Miasszonyunk-kolostorba készült belépni, és élete hátralévő részét vallásos elmélkedésnek szentelni. Gyermekei és unokái azonban rábeszélték, hogy tegyen engedményt: ne költözzön véglegesen a kolostorba, hanem csak az év egy bizonyos időszakára, ahol aztán közösségben éljen a szerzetesekkel.
Vázsonykői gróf Zichy III. Károly 1876. június 1-jén, 91 éves korában, Cíferben hunyt el.

### Házassága és családja
Vázsonykői Zichy III. Károly kétszer nősült:
1. 1807. február 17-től Batthyány Antónia grófnővel (1789. június 8. – 1825. június 15.)
2. 1842. június 28-tól Apponyi Franciska, született Szapáry (1807. április 26. – 1869. március 29.).

Első házasságából: három fia és négy leánya született.
- Fia, Zichy József (1814–1897) 1853 novemberében feleségül vette Metternich Melánia grófnőt (1832–1919), Klemens Wenzel Lothar von Metternich herceg  államkancellár leányát.
- leánya, Antónia Erzsébet (1816–1888) Batthyányi Lajos Ferenc gróf politikus, a későbbi első miniszterelnök felesége lett, akit 1849. október 6-án felségárulás címén kivégeztek. Még a Metternich herceggel ápolt szoros kapcsolat sem menthette meg Kossuth eme követőjét.
- Lánya Karolína Leopoldina (1818–1903) jelentős alakja volt a magyar nemzeti újjászületésnek. Feleségül ment gróf Károlyi Györgyhoz, de bensőséges kapcsolatot ápolt sógorával Batthyány Lajos Ferenccel is, sőt egy lányuk is született, Károlyi Pálma.[3][4] Személyes barátai között volt Széchenyi István is, a forradalom bukása után pedig Klapka György nyomdokain vonult emigrációba. Karolina és Antónia nővérek személyisége, szépsége és ereje Petőfi Sándor romantikus költőre is hatással volt, aki 1844-ben egy általuk ihletett ünnepi költeményt írt.

## Fordítás
- Ez a szócikk részben vagy egészben  a   Karel III. Zichy című cseh Wikipédia-szócikk ezen változatának fordításán alapul.  Az eredeti cikk szerkesztőit annak laptörténete sorolja fel. Ez a jelzés csupán a megfogalmazás eredetét és a szerzői jogokat jelzi, nem szolgál a cikkben szereplő információk forrásmegjelöléseként.